# 剑门关

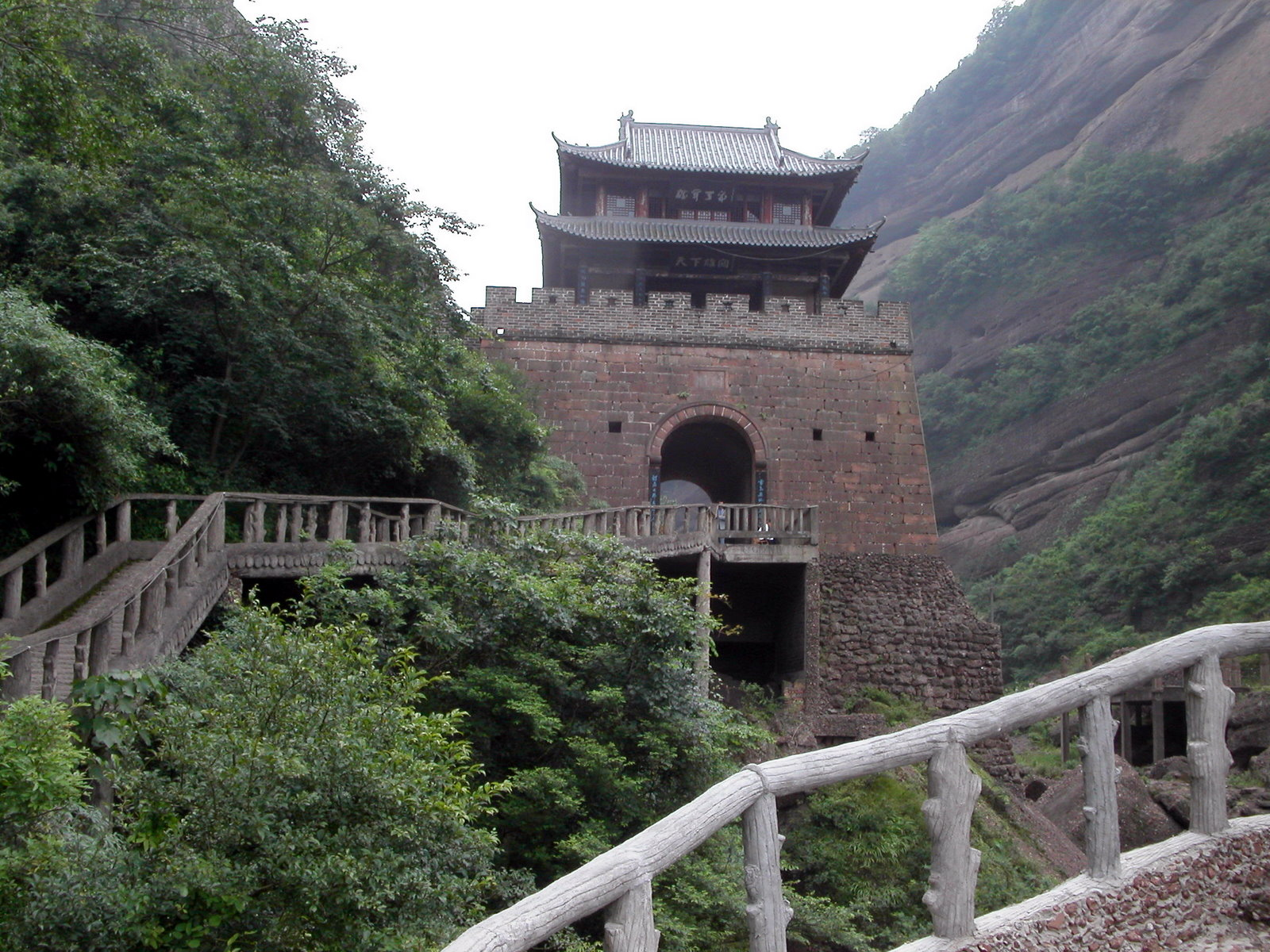
近年重建的剑门关关门，摄于2005年6月。2005年冬失火烧毁，后又重修。

剑门关是位于中国四川省剑阁县剑门关镇（今属广元市）的一座古代关隘。与雁门关、函谷关、仙霞关并称中国四大古关口，有剑门天下险之称。

## 历史
三国时诸葛亮修建蜀道，见此地地形陡峭，两山峡谷间是天然关隘，于是就势修建了关卡以为蜀汉屏障。蜀漢亡國前數月，姜维在此率兵抵抗钟会十万魏军，直至蜀汉降魏。而《读史方舆纪要》則說劍門關建立於唐朝。
965年，劍門之戰，後蜀軍被宋軍擊敗。
唐代诗人李白的蜀道难一诗描述剑门关：“剑阁峥嵘而崔嵬，一夫当关，万夫莫开。”

## 现代
剑门关关楼于20世纪80年代重修。2005年因火灾焚毁后重修。2008年因汶川大地震而毁坏后，在清代故址上修建现在所看到的剑门关楼。
 108国道从此关口西侧以隧道穿越经过。